# Юниверсити-Парк (аэропорт)
Аэропорт Юниверсити-Парк (англ. University Park Airport; ИАТА: SCE, ИКАО: KUNV, ФАА: UNV) — аэропорт, расположенный в городе Беннер, округ Сентер, штат Пенсильвания, США. Аэропорт принаждежит Университету штата Пенсильвания, имеет одну действующую взлётно-посадочную полосу. Территория составляет 442 га.
Название аэропорт получил по названию основного кампуса Университета штата Пенсильвания, а собственный код (SCE) аэропорт получил по сокращенному названию ближайшего крупного города Стейт-Колледж.

## История
Аэропорт построен в 1950-х годах на земле, арендованной у штата Пенсильвания, к северу от города Стейт-Колледж. После чего, авиакомпания Harrisburg Commuter начала полеты из Стейт-Колледжа в Гаррисберг, по два рейса каждый будний день. Начиная с 1978 года авиакомпании Allegheny Commuter начала выполнять рейсы в Аэропорт Юниверсити-Парк.
Новый пассажирский терминал построен в 1993 году, после этого грузовые перевозки стали осуществляться через старый терминал аэропорта. В 1997 году взлётно-посадочная полоса была увеличена до 2042 м. В 2001 году построен новый ангар авиации общего назначения.
Строительство новой диспетчерской вышки началось 8 января 2010 года и было завершено в августе 2011 года. Диспетчерская вышка аэропорта была введена в эксплуатацию 1 сентября 2011 года и эксплуатируется авиадиспетчерской службой Midwest в соответствии с федеральным контрактом.
Министерство транспорта США сообщает, что в 2019 году аэропортом было обслужено более 190 тыс. самолетов, что сделало аэропорт Юниверсити-Парк 6-м по загруженности аэропортом в Пенсильвании.
4 февраля 2011 года в аэропорт Юниверсити-Парк приземлился Air Force One с Президентом США Бараком Обама на борту. В качестве борта номер один использовался Boeing C-32s.

## Аэродромный комплекс
В аэропорту есть одна действующая взлётно-посадочная полоса, которая оборудована cat. IIIa ICAO.
Аэропорт допущен к эксплуатации большого количества типов региональных самолётов и самолётов бизнес-авиации:
- Bombardier CRJ200;
- Embraer ERJ145;
- Airbus A300, A310, A320
- Boeing B-737, B-747, B-757
- Cessna 208 Caravan;
- Piper PA-28 Cherokee.

Терминал аэропорта является одноэтажным строением, включающим в себя:
- зона прилёта с лентой выдачи багажа;
- зона вылета со стойками регистрации;
- закусочная;
- конференц-зал;
- пункты проката автомобилей.

В аэропорту нет телетрапов, посадка на борт производится с опор на уровне земли.
Оператор аэропорта (fixed-base operator) предлагает заправку самолётов топливом, услуги по планированию полётов, ремонт самолётов и аренду ангаров.

## Авиакомпании и пункты назначения
Аэропортом пользуется более 7 авиакомпаний, соединяя с узловыми аэропортами Северо-Востока, Юго-Востока и Среднего Запада США. В настоящее время рейсы совершают авиакомпании JetBlue Airways, American Airlines, Delta Air Lines, Delta Connection, Allegiant Air, United Express, American Eagle.

### Пассажирские направления
| Авиалинии        | Направления              |
| ---------------- | ------------------------ |
| Allegiant Air    | Орландо, Сент-Питерсберг |
| American Eagle   | Чикаго, Филадельфия      |
| Delta Connection | Детройд                  |
| United Express   | Чикаго, Ньюарк           |

### Грузовые направления

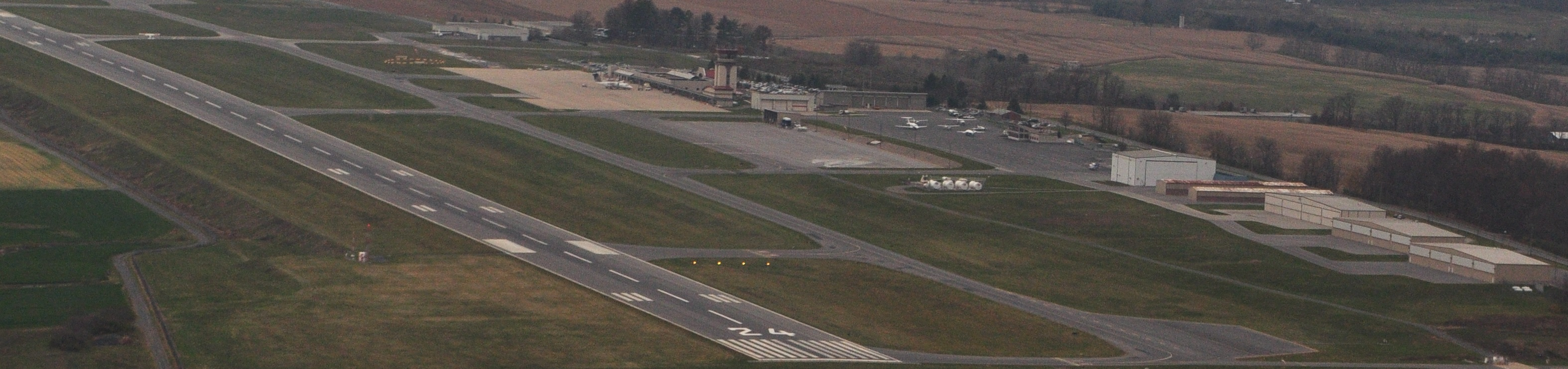
Изображение ВПП

| Авиалинии     | Направления |
| ------------- | ----------- |
| Ameriflight   | Питтсбург   |
| FedEx Express | Питтсбург   |

## Показатели деятельности
Данные из запроса в Викиданные.
| 2008      | 2009      | 2010      | 2011      | 2012      | 2013      | 2014      |
| --------- | --------- | --------- | --------- | --------- | --------- | --------- |
| 201,898   | ▲ 209,777 | ▲211,154  | ▲213,929  | ▲230,121  | ▼ 229,923 | ▲ 270,891 |
| 2015      | 2016      | 2017      | 2018      | 2019      | 2021      |           |
| ▲ 277,128 | ▼262,260  | ▲ 267,530 | ▲ 298,800 | ▲ 379,100 | ▼ 98,000  |           |

| Место | Направление                          | Пассажиры | Перевозчики                    |
| ----- | ------------------------------------ | --------- | ------------------------------ |
| 1     | Чикаго, Иллинойс                     | 44680     | United Express, American Eagle |
| 2     | Филадельфия, Пенсильвания            | 34020     | American Eagle                 |
| 3     | Детройт, Мичиган                     | 23190     | Delta Connection               |
| 4     | Вашингтон-Даллес, Вирджиния          | 22070     | United Express                 |
| 5     | Сент-Питерсберг / Клируотер, Флорида | 5980      | Allegiant Air                  |
| 6     | Орландо/Санфорд, Флорида             | 5580      | Allegiant Air                  |